# سیارک ۲۰۵۸۷
سیارک ۲۰۵۸۷ (به انگلیسی: 20587 Jargoldman، نامگذاری:1999RD162) بیست هزار و پانصد و هشتاد و هفتمین سیارک کشف شده‌است که در ۹ سپتامبر ۱۹۹۹ کشف شد.
قدر مطلق سیارک برابر ۱۷.۸ است.